# RNW Media
RNW Media is een Nederlandse niet-gouvernementele organisatie in Hilversum die zich richt op jongeren en jongvolwassenen in landen waar de vrijheid van meningsvorming en meningsuiting beperkt is. Het gaat om landen in Sub-Saharisch Afrika en de Arabische wereld. De organisatie heeft ook een trainingscentrum, RNTC dat internationale mediatrainingen verzorgt.
De redacties werken nauw samen met lokale mediapartners en maken artikelen, reportages en interviews in het Engels, Frans, Arabisch en Chinees. RNW verspreidt artikelen, reportages, interviews en berichten via eigen kanalen, namelijk internet en sociale media, maar ook via de radio wanneer dit nodig is om de doelgroep te kunnen bereiken. Lokale mediapartners spelen ook een belangrijke rol bij de distributie.

## Organisatie
RNW Media wordt tot 2020 structureel gesubsidieerd door het ministerie van Buitenlandse Zaken. Het budget is van 2013 tot 2017 vastgesteld op 14 miljoen euro per jaar. Na 2020 is de organisatie afhankelijk van projectsubsidies. Bij de organisatie werkten in 2016 91 medewerkers. In 2016 werden hiervan 61 ontslagen.
De CEO is Jacqueline Lampe die in 2016 directeur Robert Zaal opvolgde. De raad van toezicht houdt toezicht op het beleid van de directie en de algemene gang van zaken. De organisatie is gehuisvest in het bijgebouw van het voormalige hoofdgebouw van de Wereldomroep.